# کیم تائه-هیون
کیم تائه-هیون (کره‌ای: 김태현؛ زادهٔ ۷ آوریل ۱۹۶۹) وزنه‌بردار اهل کره جنوبی است.
وی در مسابقات کشوری و بین‌المللی در مجموع برندهٔ ۳ مدال طلا، ۱ مدال برنز شده‌است.